# Accidente del Cessna 207 de Aero Santos
El accidente del Cessna 207 de Aero Santos fue un desastre aéreo que tuvo lugar el viernes 4 de febrero de 2022 cerca del aeródromo María Reiche de la ciudad de Nazca del departamento Ica, en Perú. El avión impactó el suelo poco después del despegue, y se dirigía a realizar un vuelo turístico. Había 7 ocupantes: dos pilotos y cinco turistas extranjeros de distintas nacionalidades. No se encontraron sobrevivientes.

## Aeronave
El implicado en el accidente era un Cessna 207A Turbo Stationair 8 propiedad de la compañía de turismo Aero Santos S.A. Al momento del desastre, estaba registrada como OB2109, según informó el Ministerio de Transportes del Perú.
Si bien este registro fue utilizado anteriormente por un helicóptero (OB-2109-P), fotos recientes en la página de Facebook de Aero Santos solo muestran un Cessna 207 matriculado OB-2155.
Sin embargo, se sabe que un Cessna 207, registrado como OB-2179 (similar al OB-2109), operó desde el aeropuerto de Nazca.
Poco después se aclaró que el registro oficial del aparato era OB-2179.

## Sucesos
La avioneta despegó del Aeropuerto María Reiche Neuman e iba a efectuar un vuelo turístico y sobrevolar las Líneas de Nazca. A bordo iban 7 personas. En la tripulación había un piloto y un copiloto, ambos de nacionalidad peruana, mientras que entre los pasajeros había tres neerlandeses y dos chilenos. Poco después de despegar, mientras realizaba el ascenso, se reportó la caída del avión y también se informó que no se vio sobreviviente alguno. Los ocupantes sufrieron heridas mortales, producto del impacto y el fuego posterior al choque. Los bomberos del lugar llegaron para apagar el fuego tras la caída del aeroplano.
“La avioneta se estrelló en la zona de Majoro cuando empezaba el tour sobre las Líneas de Nasca”, indicó la emisora RPP en su sitio web. La aeronave cayó a la orilla de un camino.
“Tras el impacto de la avioneta con el suelo se produjo una gran explosión, provocado que los cuerpos de las víctimas quedasen calcinados”, dijo el Canal N, que publicó un video con los restos humeantes de la aeronave cubiertos por espuma arrojada por los bomberos para apagar el fuego.
La Policía del sector llegó a la zona para cercar todo el espacio y que así se continúe con las investigaciones. En VR Canal 21 Nasca, uno de los miembros de los Bomberos mencionó que no hubo ningún herido y que todos fallecieron en este accidente.
Los agentes señalaron que la avioneta pertenecería a la empresa turística "Aero Santos". En un comunicado del MTC se precisó que el accidente sucedió a las 12.10 p. m. y que la aeronave modelo CESSNA 207 "se precipitó a tierra en las inmediaciones del aeropuerto María Reiche en la ciudad de Nasca, momentos después del despegue".
La empresa responsable del incidente emitió un comunicado en el que lamentó el accidente aéreo suscitado el último 4 de febrero.
"Inmediatamente después de ocurrido el accidente, representantes de nuestra empresa se apersonaron en la zona y, actualmente, nos encontramos colaborando con las autoridades para determinar las causas del mismo", mencionó Aero Santos.

## Investigación
La Comisión de Investigación de Accidentes de Aviación (CIAA) será la entidad encargada de hacer las indagaciones de las causas del accidente, indicó el ministerio de Transporte.